# Джордж Фен
Джордж Фен (нар. 1978) — американський дизайнер відеоігор, креативний директор All Yes Good. Він відомий розробками «Plants vs. Zombies» (2009) для PopCap Games, «Insaniquarium» (2001) й «Octogeddon» (2018). Фен закінчив Каліфорнійський університет у Берклі у 2000 році зі ступенем у галузі інформатики. Після здобуття освіти він працював в Arcade Planet над розробкою ігор для вебсайту Prizegames.com. Зрештою він заснував Flying Bear Entertainment і створив «Insaniquarium», гру, яка стала призером на Фестивалі незалежних ігор 2002 року. Під час роботи у Blizzard Entertainment він водночас розробляв «Insaniquarium» для PopCap Games, випустивши «Deluxe» видання у 2004 році.
Фен покинув Blizzard і приєднався до PopCap, де працював над «Plants vs. Zombies». Реліз відбувся у 2009 році, гра стала найпродаванішою серед проєктів PopCap. EA купила PopCap Games у 2011 році, Фена звільнили після закриття його студії у 2012 році. Того ж року він представив свою розробку «Octogeddon» на змаганнях «Ludum Dare». Фен разом із Річем Вернером і Куртом Пфеффером створив компанію All Yes Good, де продовжив працювати над «Octogeddon» до її релізу у 2018 році.

## Молодість і освіта
Джордж Фен народився у 1978 році. Він ріс з братом і жив з батьком. Фен навчався в Каліфорнійському університеті у Берклі, де здобув ступінь з інформатики у 2000 році.

## Кар'єра

### Рання кар'єра
Спочатку Фен був творцем відеоігор на Java для порталу онлайн-ігор Prizegames.com, створеного компанією Arcade Planet. Фен описав вебсайт як «онлайн-версію Chuck E. Cheese». Першою відеогрою, яку він розробив, була гра-головоломка 2001 року «Wrath of the Gopher». У розмові з головним редактором Destructoid Крісом Картером Фен сказав, що перед створенням «Wrath of the Gopher», він не був впевнений, що зможе стати ігровим дизайнером.

### Flying Bear Entertainment, «Insaniquarium» і Blizzard Entertainment
Досліджуючи Java-ігри, Фен відкрив для себе PopCap Games і йому сподобалася їхня бібліотека ігор. У 2001 році Фен і Тайсен Гендерсон заснували Flying Bear Entertainment у Каліфорнії для роботи над проєктом відеогри про віртуальних домашніх тварин «FishTank». Фен хотів створити гру, «у яку легко потрапити, але яка розвивається у щось набагато глибше». Flying Bear Entertainment опублікувала її 31 серпня 2001 року як безкоштовну онлайн-гру на основі Java під назвою «Insaniquarium». У 2002 році вона отримала нагороду на Фестивалі незалежних ігор. На Game Developers Conference 2002 року PopCap Games запропонувала Фену допомогу у створенні версії «Insaniquarium» для завантаження. «Insaniquarium» стала переможницею у номінації «Інновації в ігровому дизайні».
У той час Фен шукав роботу в Blizzard Entertainment. Blizzard дозволила йому працювати над «Insaniquarium» під час перерв у роботі. Оскільки він був позаштатним дизайнером, Фен зробив більшу частину програмування та дизайну гри, а також створив частину музики сам. У 2004 році за участю PopCap Games вийшла «Insaniquarium: Deluxe» для ПК, яка мала фінансовий успіх і була оцінена критиками. До квітня 2006 року було продано 20 мільйонів копій гри на ПК. 13 квітня 2006 року компанія Glu Mobile випустила її версію для мобільних телефонів у США та 29 червня 2006 року в Європі. Гра також була випущена для смартфонів Palm OS, телефонів Windows Mobile і кишенькових комп'ютерів 6 серпня 2008 року.
Протягом двох з половиною років роботи в Blizzard Фен займався програмуванням штучного інтелекту та проєктуванням ворогів для «Diablo III». Після виходу «Insaniquarium» Фен зрозумів, що він більше дизайнер, ніж програміст. Працюючи у Blizzard йому було важко переконати інших співробітників у своїх ідеях, тому він зробив висновок, що невеликі команди йому підходять більше.

### PopCap Games і «Plants vs. Zombies»
Після Blizzard протягом року Фен займався незалежним геймдизайном. Моди «Insaniquarium» і «Warcraft III» надихнули його на створення нової гри: версію «Insaniquarium», орієнтовану на захист, для портативної консолі з двома екранами Nintendo DS. Моди гри «Warcraft III» у жанрі захист вежі спіткали Фена привнести нові концепції в цей жанр. Він виявив, що вороги ігнорують захисні споруди неінтуїтивно, що призвело до використання смуг руху. Спочатку планувалося, що вороги будуть прибульцями з «Insaniquarium», проте обрали зомбі, щоб зробити гру відмінною від інших ігор. Робоча назва була «Weedlings». Після затвердження ворогів у вигляді зомбі, гру перейменували на «Plants vs. Zombies».
Спочатку Фен працював над «Plants vs. Zombies» самостійно, але PopCap Games переконала його, що з ними ця гра стане найкращою. В компанії у його команді працювали: програміст Тод Семпл, художник Річ Вернер та композитор Лора Шиґігари. На повну розробку пішло три з половиною роки. Крім «Insaniquarium» і «Warcraft III», на «Plants vs. Zombies» вплинули аркадна гра «Tapper», карткова гра «Magic: the Gathering» і фільм «Швейцарська родина Робінзонів». Важливим аспектом розробки було створення збалансованості між казуальними та хардкорними іграми.
Реліз гри відбувся 5 травня 2009 року для ПК і Mac OS X. Гра отримала позитивні відгуки критиків, оцінка на Metacritic 87/100. Вона швидко стала найпродаванішою відеогрою, розробленою PopCap Games. Джеймс Гверцман, віцепрезидент азійсько-тихоокеанського підрозділу PopCap, розповів під час презентації на GDC China 2010, що гра була продана тиражем у 1,5 мільйона копій по всьому світу. Згодом «Plants vs. Zombies» з'явилась для різних платформ, зокрема iOS, Xbox 360 і Nintendo DS.
Фен працював і над іншими проєктами для PopCap, які були скасовані або неоголошені. Однією з них була рольова відеогра під назвою «Yeti Train». За чутками, це була нова франшиза для якої PopCap подала заявку на торговельну марку для назви у 2009 році. Проте у березні 2011 року Девід Робертс, генеральний директор PopCap, відмовився від будь-яких планів щодо випуску нових франшиз. Іншою грою у виробництві була «Full Contact Bingo».
12 липня 2011 Electronic Arts (EA) купила PopCap і її активи за 750 мільйонів доларів США. За задумом EA «Plants vs. Zombies» залишалась головною франшизою, з релізом другої частини за моделлю фриміум. За словами Джейсона Шраєра з Kotaku, коли EA скерувала PopCap на створення безкоштовних ігор із транзакціями, «Фен більше не підходив». У серпні 2012 року 50 співробітників або звільнили, або вони зробили це самі зі студій PopCap у Сіетлі, Дубліні, Шанхаї та Сан-Матео. Фена також звільнили після місяців дискусій з боку керівництва PopCap. За словами Едмунда Мак-Міллена, творця «The Binding of Isaac» і «Super Meat Boy», причиною його звільнення стала незгода на модель фриміум, хоча сам Фен публічно не коментував правдивість цієї версії.

### All Yes Good і «Octogeddon»
Після звільнення Фен створив аркадний бойовик «Octogeddon» для змагань «Ludum Dare» у 2012 році, де за правилами розробники повинні створити гру за 48 годин на певну тему. Темою 2012 року була «еволюція», тому головний персонаж восьминіг з часом отримує збройові кінцівки. На змаганні гру зустріли позитивно, це надихнуло автора на подальшу роботу над нею. Разом із Вернером, художником для «Plants vs. Zombies», і Кертом Пфеффером, програмістом порту Xbox 360 для «Plants vs. Zombies» Фен створив компанію All Yes Good, яка займалася грою «Octogeddon» протягом наступних чотирьох років.
У роботі над «Octogeddon» Фен займався дизайном, Вернер — художнім оформленням, а Пфеффер був програмістом. Саундтрек виконав Джиммі Гінсон. 8 лютого 2018 року відбувся реліз на Steam. Гра була сприйнята позитивно, отримавши оцінку 82/100 на Metacritic. 16 травня 2019 року гра з'явилась на Nintendo Switch. В All Yes Good Фен обіймає посаду креативного директора.

## Особисте життя
Фен живе в Каліфорнії. Він здобув освіту в Каліфорнійському університеті в Берклі. Під час розробки «Plants vs. Zombies» проживав у Сан-Франциско та працював у студії PopCap Games у Сан-Матео, штат Каліфорнія, а All Yes Good розташована в Редвуд-Шорс, Каліфорнія. Його дівчина, Шиґігара, — композитор для «Plants vs. Zombies». Серед захоплень Фена — гра в «Magic: The Gathering» і конструктор Lego. Він розробив картку Genesis Hydra для основного набору «Magic: The Gathering» 2015 року.

## Доробок
| Гра                 | Дата випуску   | Жанр                       | роль                                            | Розробник                 | Видавець               | Примітки      |
| ------------------- | -------------- | -------------------------- | ----------------------------------------------- | ------------------------- | ---------------------- | ------------- |
| Wrath of the Gopher | 2001           | Відеогра головоломка       | Дизайнер                                        | Arcade Planet             | Arcade Planet          | [ 4 ] [ 6 ]   |
| Insaniquarium       | 31 серпня 2001 | Віртуальні домашні тварини | Дизайнер, програміст, композитор                | Flying Bear Entertainment | PopCap Games           |               |
| Plants vs. Zombies  | 5 травня 2009  | Захист вежі                | Дизайнер                                        | PopCap Games              | PopCap Games           | [ 50 ] [ 51 ] |
| Diablo III          | 15 травня 2012 | Рольова відеогра           | програміст штучного інтелекту, дизайнер ворогів | Blizzard Entertainment    | Blizzard Entertainment | [ 6 ] [ 52 ]  |
| Octogeddon          | 8 лютого 2018  | Бойовик в аркадному стилі  | Дизайнер                                        | All Yes Good              | All Yes Good           | [ 53 ]        |

## Виноски
1. ↑  У настанові до «Insaniquarium»  вказана дата релізу 1 вересня 2004 року[11]. Хоча, Flying Bear Entertainment анонсувала реліз «Insaniquarium» для Microsoft Windows на 30 серпня 2004, а для Mac OS X на 16 жовтня 2004[12].
2. ↑  Реліз версії «Deluxe» відбувся у 2004 році.
3. ↑  Flying Bear Entertainment була видавцем до залучення PopCap Games на GDC 2002
4. ↑  Попри реліз у 2012 році Фен працював на Blizzard з 2002 по 2004 рік.